# Wochowsee
Wochowsee (niedersorbisch Wochow) ist ein Ortsteil von Storkow (Mark) im Landkreis Oder-Spree in Brandenburg.

## Geographie
Der Ort Wochowsee liegt am Ostufer des Großen Wochowsee, welcher ein Teil der Groß Schauener Seenkette ist. Die K6745 führt entlang des ebenfalls zur Seenkette gehörenden Schaplowsee von Storkow zum Ortskern. Östlich des Ortes befindet sich der Alte Wochowsee.

Wochowsee liegt inmitten des Naturpark Dahme-Heideseen. Das unmittelbar benachbarte Gebiet mit ungefähr 1000 Hektar Fläche wurde 2001 von der Heinz-Sielmann-Stiftung erworben. Es trägt den Namen Sielmanns Naturlandschaft Groß Schauener Seen.

## Geschichte
Wochowsee ist mit nur 59 Einwohnern (Stand 2009) der kleinste Ortsteil von Storkow und wurde das erste Mal 1321 urkundlich erwähnt. Beim Namen „Woch“ handelt es sich wahrscheinlich um den Personennamen des Ortsgründers.

Am 31. März 2002 wurde Wochowsee nach Storkow (Mark) eingemeindet.

## Freizeit, Tourismus, Sport
Kernpunkt des Ortes ist das Gut Wochowsee, ein Vierseitenhof, der sich dem Reitsport und der Pferdezucht widmet.
2011 wurde hier eine Folge der Serie Polizeiruf 110 des Rundfunks Berlin-Brandenburg (RBB) gedreht.
Die im Alten Wochowsee gelegene Insel beheimatet eine Kormorankolonie. In Wochowsee startet ein Naturlehrpfad.